# Пискупово
Пискупово је насељено место града Лесковца у Јабланичком округу. Према попису из 2022. било је 87 становника.
Положај и тип села. – Пискупово се заселило на језерској површи између удолина Гпадашничке и Орашачке реке на висини од 618 мнв. Изграђено је по махалама које чине групе кућа појединих родова и доста удаљених једне од других, тако да село захвала велики простор иако је по броју домова мало. По насеобинској композицији слично је суседном селу Ступници које лежи североисточно од њего и компоновано је од група родовских домаћинстава подигнутим на грбини или присвојним странама брегова нешто вишег нивоа од оног на коме су групе кућа села Пискупова.
Име села. – Међу становницима нема никакве легенде о имену села Пискупова. У Рјечнику из књижевних старина српских Ђуре Даничића реч „пискуп“ означава епископа. Свакако је у доба српске феудалне државе село Пискупово улазило у лено неког епископа, дакле било епископово, како се ондашњим језиком говорило, пискупово. Овај посесив временом је прерастао у име села.
Путеви. – У погледу саобраћајних веза, Пискупово је у најгорем положају од свих села Области. Некадасњи пут који везује ово село са Орашцем у веома је лошем стању.
Воде. – Кроз атар села Пискупова пролазе два водена тока. Један се зове Дринска река. Ова речица извире испод Ступнице и иде у правцу Орашца, од ког села носи име Орашачка река. Друга река извире испод власотиначког села Липовице из два изворишта који се састају изнад локалитета „Маркове штрапке“, и од овог тече у правцу Градашнице и од истог села носи име Градашничка река. По казивању Петра Стојиљковића, из Пискупова, старог 72 године (1977), код састава наведених водених токова на једном камену и данас се познају „штрапке“, то јест отисци стопала Марка Краљевића, па је по њима и камен на коме су „штрапке“ и цео локалитет назван „Маркове штрапке“.
У атару села Пискупова има више кладенаца. Најважнији су ови: „Муставац“, „Попова падина“,  „Лазаревац“, „Трајкина долина“ и „Нова кућа“.
Иако је село планинско, има и бунара. Хо, бунари и кладенци, што се тиче самог сеоског насеља, више немају ранији значај јер је село начинило из пет изворишта водовод и увело текућу воду у свако домачинство.
Земља. – Атар села Пискупова налази се између атара ових суседних села: Градашнице, Орашца, Јарсенова, Ступнице и власотиначког села Липовице. Простор му је мали и захвата само 356 хектара, од чега на њиве и вртове отпада 161 хектар, на воћњаке 8, на винограде 11, на ливаде 18, на пашњаке 4, на шуму 137 и неплодно земљиште 17 хектара.
Земља носи ове називе: „Њивица“ – њиве; „Гагавица“ – шума; „Дел“ – њиве; „Бариње“ – воћњаци, виногради, њиве и шума; „Петров дол“ – њиве („било шума“); „Смрдан“ – шума; „Говедарско пландиште“ – њиве; „Осоје“ (окренуто северу) – шума и њиве; „Муставац“ – њиве; на овом локалитету је извор „Муставино кладенче“, „Бита крушка“ – њиве; „Попова падина“ – њиве и шума; „Ливаче“ испод махале Гмитровци – ливаде.
Старине. – „Латинско гробље“. По казивању Петра Стојиљковића, на овом локалитету се налазе надгробни споменици од камена, на којима, по његовом мишљењу постоје словни знаци. Локалитет „Латинско гробље“ је у потесу „Бариње“. Ова тврдња није проверена.
Из прошлости села. – Села Пискупова нема у сумарном попису с почетка 16. Века који су Турци сачинили за сва насеља и напуштена села. Међутим, има суседног села Ступнице. Можда је у то време Пискупово било расељено, можда су га Турци под другим именом пописали.
Име суседног села Ступнице говори о томе да је на том месту био манастирски посед – ступ , што значи да је и ово село или земља на коме је село засељено било у саставу духовног властелинства. Можда је и овај ступ, и оно земљиште на коме је настало село Пискупово, припадало истом лицу. У сваком случају, и ступ, односно село Ступница и пискуповокао посесив или Пискупово као сеоско насеље, настали су у време српске феудалне државе и траг су друштвених и аграрно-правних односа из тога времена у нашем крају.
Локалитет „Латинско гробље“ говори о евентуалном постојању античког насеља у овом крају, које је било близу ступничког града, кастела, који је највероватније контролисао саобраћајницу која ја овуда пролазила и спајала насеља у Лесковачкој котлини и Заплању или у Душничкој корутини.
Та саобраћајница у доба Турака пролазила је не само кроз Ступницу, већ и кроз Пискупово. У после Турака, у новој српској држави, дуго времена трговачки пут из Заплања за Лесковац и обрнуто ишао је преко Пискупова, које је тада било важно друмско насеље, како је казивао Петар Стојиљковић.
Код првог пописа извршеног после ослобођења од Турака и формирања првих општина Пискупово је имало 15 домаћинстава и припадало шишавској општини.
Становништво. – Пискупово је 1953. Године имало 59 домаћинстава и 357 становника. Године 1971. Број домаћинстава се попео на 67, а број становника опао на 321.
Данас у Пискупову живе ови родови:
Ђокинци, неутврђеног порекла 13 к.
Гмитровци, неутврђеног порекла 9 к.
Пешинци, неутвђеног порекла 14 к .
Васинци или Ђуринци, неутврђеног порекла 17 к .
Златковци, неутврђеног порекла 4 к.
Голубовићи, неутврђеног порекла 9 к.
Ромкиња Ружа удова Милорада (*), неутврђеног порекла 1 к.
Ови родови су груписани по истоименим махалама.
Занимање становника. – На својим оскудним њивама Пискуповчани сеју пшеницу и кукуруз. Уз ова два главна усева сеју и овас. Дуван производи готво свака кућа. 1997. Године усадили су близу милион струкова ове индустријске биљке.
Винограде има готово свака кућа, али се грожђе производи само за кућне потребе.
Имају шљиве пожеге, белвице и џаранике. Од њих пеку ракију и свако домаћинство извади 200-300 литара ракије, а некад и више.
Од стоке чувају краве у просеку по две на домаћинство. У целом селу има само три коња. Трактора има пет.
Као допунским занимањем Пискуповчани су се од давнина бавили цигларством. Одлазили су широм земље да раде циглу. Сада се не баве цигларством, већ су се орјентисали на грађевинарство и друга неземљорадничка занимања.
Имају четвороразредну основну школу од 1938. Године. У школској 1976/77 години имала је 16 полазника у свим разредима, што значи да само свака четврта кућа у селу има школски подмладак, а да су остала домаћинства старачка.
Извори и литература:
Видосава Николић-Стојанчевић: Лесковац и ослобођени предели Србије 1877-1878. Године, Лесковац, 1975.

## Положај и тип села
Формирано је на језерској површи засеченој удолинама Градашничке са једне и Орашачке реке са друге стране. Село захвата велики простор на коме су махале, које чине групе кућа појединих родова, доста удаљене једне од других.

## Етимологија
Реч пискуп, према „Рјечнику из књижевних старина српских” од Ђуре Даничића, означава епископа. У доба српске средњовековне државе Пискупово је улазило у лено неког епископа, било је епископово, односно пискупово.

## Хидрографске карактеристике
Градашничка и Орашачка река једним делом тока пролазе кроз атар Пискупова. Орашачка река извире испод села Ступнице и на свом току до Орашца носи назив Дрнска река.
У селу има кладенаца и бунара, чији је значај код мештана опао након изградње водовода којом је уведена текућа вода у свако домаћинство.

## Прошлост
Пискупова нема у турском сумарном попису за сва насеља и напуштена села с почетка XVI века.
Код првог пописа извршеног после ослобођења од Турака и формирања првих општина, Пискупово је имало 15 домаћинстава и било је у саставу шишавске општине.
Пописан је 1879. године Власотиначки срез. У његовом саставу тада је село Пискупово, у којем је следеће стање: 16 кућа са 139 становника, има 26 пореских глава. Сви становници су тада били неписмени.
1953. године у селу је живело 357 становника у 59 домаћинстава, а 1971. године број домаћинстава порастао је на 67, док се број становника смањио на 321.

## Демографија
У насељу Пискупово живи 190 пунолетних становника, а просечна старост становништва износи 49,5 година (47,2 код мушкараца и 52,1 код жена). У насељу има 72 домаћинства, а просечан број чланова по домаћинству је 3,00.
Ово насеље је великим делом насељено Србима (према попису из 2002. године), а у последња три пописа, примећен је пад у броју становника.
|  |

| Демографија | Демографија | Демографија |
| Година      | Становника  | Становника  |
| ----------- | ----------- | ----------- |
| 1948.       | 365         |             |
| 1953.       | 357         |             |
| 1961.       | 352         |             |
| 1971.       | 321         |             |
| 1981.       | 320         |             |
| 1991.       | 287         | 287         |
| 2002.       | 216         | 216         |
| 2011.       | 161         |             |
| 2022.       | 87          |             |

| Етнички састав према попису из 2002.‍ | Етнички састав према попису из 2002.‍ | Етнички састав према попису из 2002.‍ | Етнички састав према попису из 2002.‍ | Етнички састав према попису из 2002.‍ |
| ------------------------------------ | ------------------------------------ | ------------------------------------ | ------------------------------------ | ------------------------------------ |
|                                      |                                      |                                      |                                      |                                      |
| Срби                                 | Срби                                 |                                      | 214                                  | 99,07%                               |
| Роми                                 | Роми                                 |                                      | 2                                    | 0,92%                                |
| непознато                            | непознато                            |                                      | 0                                    | 0,0%                                 |

| Година пописа     | 1948. | 1953. | 1961. | 1971. | 1981. | 1991. | 2002. |
| ----------------- | ----- | ----- | ----- | ----- | ----- | ----- | ----- |
| Број домаћинстава | 54    | 59    | 61    | 67    | 74    | 74    | 72    |

| Број чланова      | 1  | 2  | 3  | 4 | 5 | 6 | 7 | 8 | 9 | 10 и више | Просек |
| ----------------- | -- | -- | -- | - | - | - | - | - | - | --------- | ------ |
| Број домаћинстава | 14 | 24 | 11 | 8 | 5 | 8 | 1 | 0 | 1 | 0         | 3,00   |

| Пол    | Укупно | Неожењен/Неудата | Ожењен/Удата | Удовац/Удовица | Разведен/Разведена | Непознато |
| ------ | ------ | ---------------- | ------------ | -------------- | ------------------ | --------- |
| Мушки  | 102    | 17               | 75           | 8              | 2                  | 0         |
| Женски | 93     | 2                | 74           | 16             | 1                  | 0         |
| УКУПНО | 195    | 19               | 149          | 24             | 3                  | 0         |

| Пол    | Укупно                    | Пољопривреда, лов и шумарство | Рибарство                            | Вађење руде и камена | Прерађивачка индустрија       |
| ------ | ------------------------- | ----------------------------- | ------------------------------------ | -------------------- | ----------------------------- |
| Мушки  | 87                        | 79                            | 0                                    | 0                    | 2                             |
| Женски | 62                        | 58                            | 0                                    | 0                    | 0                             |
| УКУПНО | 149                       | 137                           | 0                                    | 0                    | 2                             |
| Пол    | Производња и снабдевање   | Грађевинарство                | Трговина                             | Хотели и ресторани   | Саобраћај, складиштење и везе |
| Мушки  | 0                         | 3                             | 0                                    | 0                    | 0                             |
| Женски | 0                         | 0                             | 0                                    | 0                    | 0                             |
| УКУПНО | 0                         | 3                             | 0                                    | 0                    | 0                             |
| Пол    | Финансијско посредовање   | Некретнине                    | Државна управа и одбрана             | Образовање           | Здравствени и социјални рад   |
| Мушки  | 0                         | 0                             | 0                                    | 0                    | 0                             |
| Женски | 0                         | 0                             | 0                                    | 2                    | 0                             |
| УКУПНО | 0                         | 0                             | 0                                    | 2                    | 0                             |
| Пол    | Остале услужне активности | Приватна домаћинства          | Екстериторијалне организације и тела | Непознато            | Непознато                     |
| Мушки  | 0                         | 0                             | 0                                    | 3                    | 3                             |
| Женски | 1                         | 0                             | 0                                    | 1                    | 1                             |
| УКУПНО | 1                         | 0                             | 0                                    | 4                    | 4                             |